# Giải thưởng Điện ảnh Viện Hàn lâm Vương quốc Liên hiệp Anh
Giải thưởng Điện ảnh Viện Hàn lâm Anh quốc (còn gọi là Giải BAFTA) là giải thưởng được trao thường niên do Viện Hàn lâm Nghệ thuật Điện ảnh và Truyền hình Anh quốc (BAFTA). Giải thưởng này thường được coi là giải thưởng đồng cấp với giải Oscar ở Anh.
Năm 2014, lễ trao giải được tổ chức tại trung tâm Luân Đôn ở Nhà hát opera Hoàng gia. Giải BAFTA lần thứ 68 được tổ chức vào ngày 8 tháng 2 năm 2015.